# Tachtigjarige Oorlog, 1572–1576

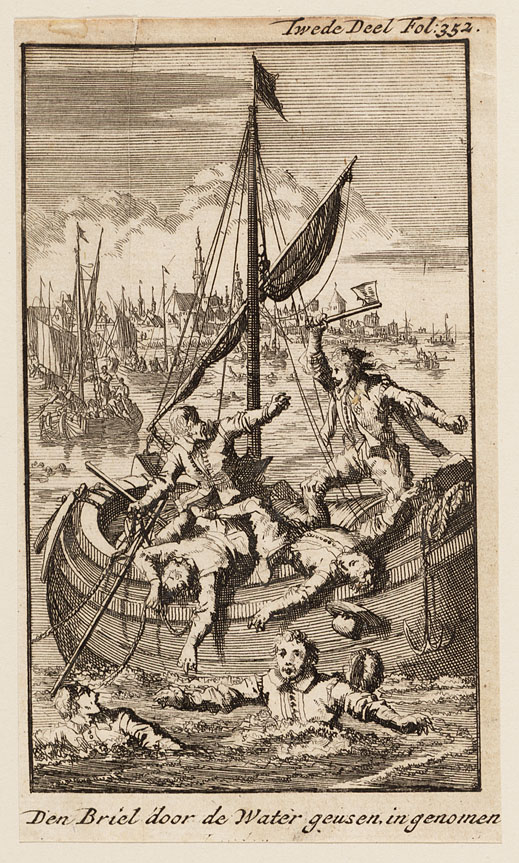
Inname van Den Briel in 1572. Gemaakt door Jan Luyken (1701).

De periode 1572–1576 in de Tachtigjarige Oorlog is de fase vanaf de geuzenopstand tegen het Spaanse Rijk die begon met de inname van Den Briel op 1 april 1572 tot aan de Pacificatie van Gent op 8 november 1576. In de eerste maanden van 1572 veroverden de watergeuzen verschillende steden in de Habsburgse Nederlanden op de Spaanse garnizoenen; op 7 september was Oudenaarde de laatste stad die veroverd werd door bosgeuzen onder leiding van Jacob Blommaert.
Vanaf mei 1572 kregen de geuzen steun van de verbannen stadhouder Willem van Oranje en zijn bondgenoten, die Oranjes tweede invasie uitvoerden. Vanuit het oosten vielen zij de Nederlanden binnen in een poging een algemene opstand te ontketenen tegen het onderdrukkende regime van de Spaanse landvoogd Fernando Álvarez de Toledo, de hertog van Alva (simpelweg "Alva" genoemd). Op bevel van koning Filips II van Spanje had Alva sinds 1567 een streng bewind gevoerd dat iedere uiting van protestantisme of ongehoorzaamheid trachtte uit te roeien door inquisitie en openbare executies, het afschaffen van rechten en privileges van de adel en autonome steden, terwijl er ook pogingen werden gedaan tot de invoering van een zeer impopulair belastingstelsel.
Oranjes tweede invasie van 1572 had gemengde resultaten. Halverwege augustus 1572 begonnen Alva en zijn zoon Don Fadrique (of Don Frederik) een tegenoffensief bekend als Don Frederiks veldtocht om alle door geuzen en orangistische troepen bezette steden te heroveren en de opstand neer te slaan. Verschillende steden (waaronder Mechelen, Zutphen en Naarden) die weigerden zich over te geven, werden op brute wijze geplunderd door de troepen van Fadrique in een poging om anderen te intimideren om zich opnieuw aan de koninklijke regering te onderwerpen, met als hoogtepunt het 7 maanden durende Beleg van Haarlem (veroverd en geplunderd in juli 1573). Tegen die tijd was het rebellengebied teruggebracht tot de meeste steden in Holland (met uitzondering van het koningsgezinde Amsterdam) en Zeeland, en twee steden in Gelre (Buren en Zaltbommel). Met het besef dat gewelddadige onderdrukking het gevolg zou zijn van verzet, besloten deze steden tot het bittere einde door te vechten, terwijl de andere capituleerden. Het Spaanse offensief stokte na Haarlem, terwijl de Nederlandse opstandelingen Geertruidenberg innamen, het Beleg van Alkmaar wonnen en de Slag bij Delft wonnen en zeeoverwicht bereikten na de Spaanse vloot meerdere keren te verslaan. Alva nam vanwege zijn gezondheid ontslag en keerde in december 1573 terug naar Spanje.
Zijn opvolger Requesens was meer verzoenend, maar was niet in staat om veel plaatsen terug onder regeringscontrole te overtuigen of te dwingen en verloor het belangrijke Beleg van Leiden (1573–1574). Nadat Spanje op 1 september 1575 het staatsbankroet had uitgeroepen waardoor het zijn soldaten in de Nederlanden niet meer kon betalen, werden de soldaten onrustig. Toen Requests op 4 maart 1576 onverwacht overleed en er niet direct een opvolger beschikbaar was, viel het gezag over de onbetaalde Spaanse soldaten aan, die in toenemende mate overgingen tot muiterijen, bekend als de "Spaanse Furie", waarbij ze vele steden en dorpen plunderden, zelfs in koningsgezinde gebieden van de Nederlanden. Geconfronteerd met de wreedheden van de muiterij, in het bijzonder de Plundering van Antwerpen, kwamen de op eigen initiatief samengekomen Staten-Generaal van alle provincies behalve Luxemburg in november 1576 in opstand tegen de Spaanse overheid met de Pacificatie van Gent.

## Historiografie
Groenveld (2009) beschouwde 1572–1576 als een van de gewelddadigste perioden van de Tachtigjarige Oorlog, terwijl de daaropvolgende jaren 1576–1579 'drie jaren van matiging' voorstelden. Tracy (2008) dateerde deze periode preciezer vanaf "Oranjes aankomst in Enkhuizen (oktober 1572) om het bevel van de opstand in Holland en Zeeland op te nemen" tot aan "de instorting van Spanjes militaire positie tijdens de grote muiterij die volgde op de verovering van Zierikzee in Zeeland (juli 1576)." Het tijdvak ervoor verhaalde hij vanaf de aankomst van Alva in augustus 1567 onder de noemer "proloog: repressie, opstand en revolte". Rooze-Stouthamer (2009) rekende het gehele jaar 1572 nog tot de voorgaande periode van 1566–1572, de "opmaat tot de Opstand", gerekend vanaf "het Wonderjaar (april 1566–april 1567)" tot en met "de gebeurtenissen tijdens het jaar 1572".

## Gebeurtenissen en ontwikkelingen

### Holland and Zeeland april–juli 1572
Op een inderhaast bijeengeroepen vergadering van edelen en steden van Holland te Dordrecht op 19 juli 1572 verscheen daar weldra ook de afgevaardigde van Oranje, Filips van Marnix, heer van Sint-Aldegonde, met een brief waarin de prins drie maanden geldelijke steun vroeg voor zijn leger en in ruil veiligheid beloofde voor steden die zich hierbij aansloten. Na zijn tweede mislukte invasie had hij zijn huurlingenleger te Roermond ontbonden en met een zestigtal ruiters besloten zich naar Holland te begeven, waar door toedoen van de watergeuzen de kans op strijd nog het hoogst was.
De vergadering aanvaardde en erkende bovendien de in 1568 afgezette en veroordeelde stadhouder, de prins van Oranje, opnieuw als haar beschermer en hoofd. Ze stelde hem als 'soeverein admiraal' aan over de vloot met Lumey als zijn vertegenwoordiger, dit alles gekoppeld aan een garantie op godsdienstvrijheid. Niet enkel calvinisten maakten immers deel uit van de vergadering. Graaf Lodewijk van Nassau werd benoemd tot commandant van de watergeuzen. Op verzoek van de prins werden in augustus door de Staten nieuwe leden van de Rekenkamer aangewezen evenals rentmeesters, ontvangers en drie commissarissen voor de oorlog. Verder werd een nominatie voor nieuwe leden van het naar Utrecht uitgeweken Hof van Holland samengesteld, waaruit de prins zou kiezen. Dit nieuwe Hof zou te Delft gevestigd blijven, totdat het (vijf jaar later) weer naar Den Haag kon verhuizen. In oktober zette de prins te Enkhuizen dan eindelijk voet aan wal.

### Oranjes tweede invasie en Don Frederiks veldtocht

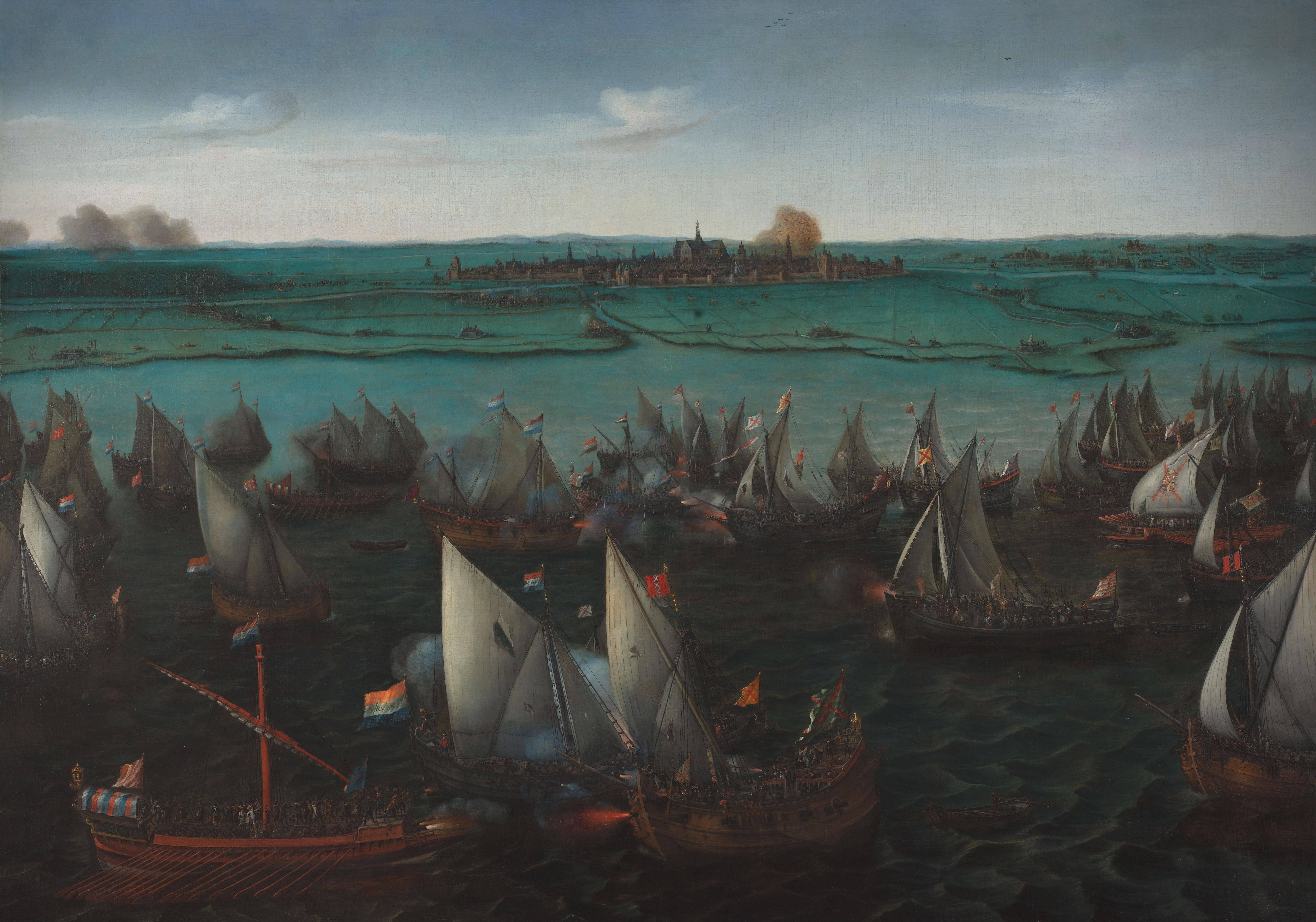
Slag op het Haarlemmermeer (1573), door Hendrick Cornelisz, 1621.

De Geuzenopstand deed, veel meer nog dan Willem van Oranjes pogingen, de opstand eindelijk vaste voet aan de grond zetten. De Staatse partij had voor het eerst een territorium weten te veroveren, waarvan echter een groot deel weer verloren ging (Oranje's steden werden allemaal heroverd door de Spanjaarden). Bij de eerste invasie in Friesland en Groningen was al gebleken dat weinigen zich in deze periode aansloten bij de opstand. Ook in het zuiden leek er weinig animo voor een opstand tegen Alva die als vergelding voor de beeldenstorm was gestuurd. Steun werd eerst en vooral gevonden in Holland en Zeeland. Doordat katholieke burgers en geestelijken echter vermoord werden en kloosters geplunderd dreigde dit deel van de bevolking, dat nog steeds in de meerderheid was, zich af te keren van de opstand. Tijdens de eerste vrije vergadering van de Staten van Holland werd dan ook besloten alle commissiebrieven in te trekken, om zich zo te ontdoen van de ongedisciplineerde elementen die de opstand schade berokkenden. Ook ontsloeg Oranje Lumey vanwege de moord op de martelaren van Gorcum.

### Handhaving Hollands-Zeeuwse opstand 1573–1574
Door voornamelijk geografische factoren als de grote rivieren, de Zeeuwse wateren, het drassige Hollandse landschap en de Zuiderzee, lukte het de Spanjaarden niet om alle Zeeuwse en Hollandse steden te heroveren. De andere gewesten in het noorden, oosten en zuiden, die dergelijke natuurlijke barrières als in het westen niet hadden of niet konden benutten, werden alle hetzelfde jaar door Don Frederik en Alva weer heroverd. Zo bleven Holland en Zeeland tot november 1576 het enige gebied waar de opstand zich kon vestigen.

### Staatsbankroet en Spaanse Furie 1575–1576
Met de Pacificatie van Gent eisten de zestien provinciën van koning Filips dat hij alle buitenlandse troepen zou terugtrekken uit de Nederlanden, de vervolging van protestanten zou worden opgeschort en de Staten-Generaal voortaan zouden worden geraadpleegd voor het nemen van lokale bestuursmaatregelen in plaats van eenzijdige autocratische acties vanuit Madrid.

## Chronologie

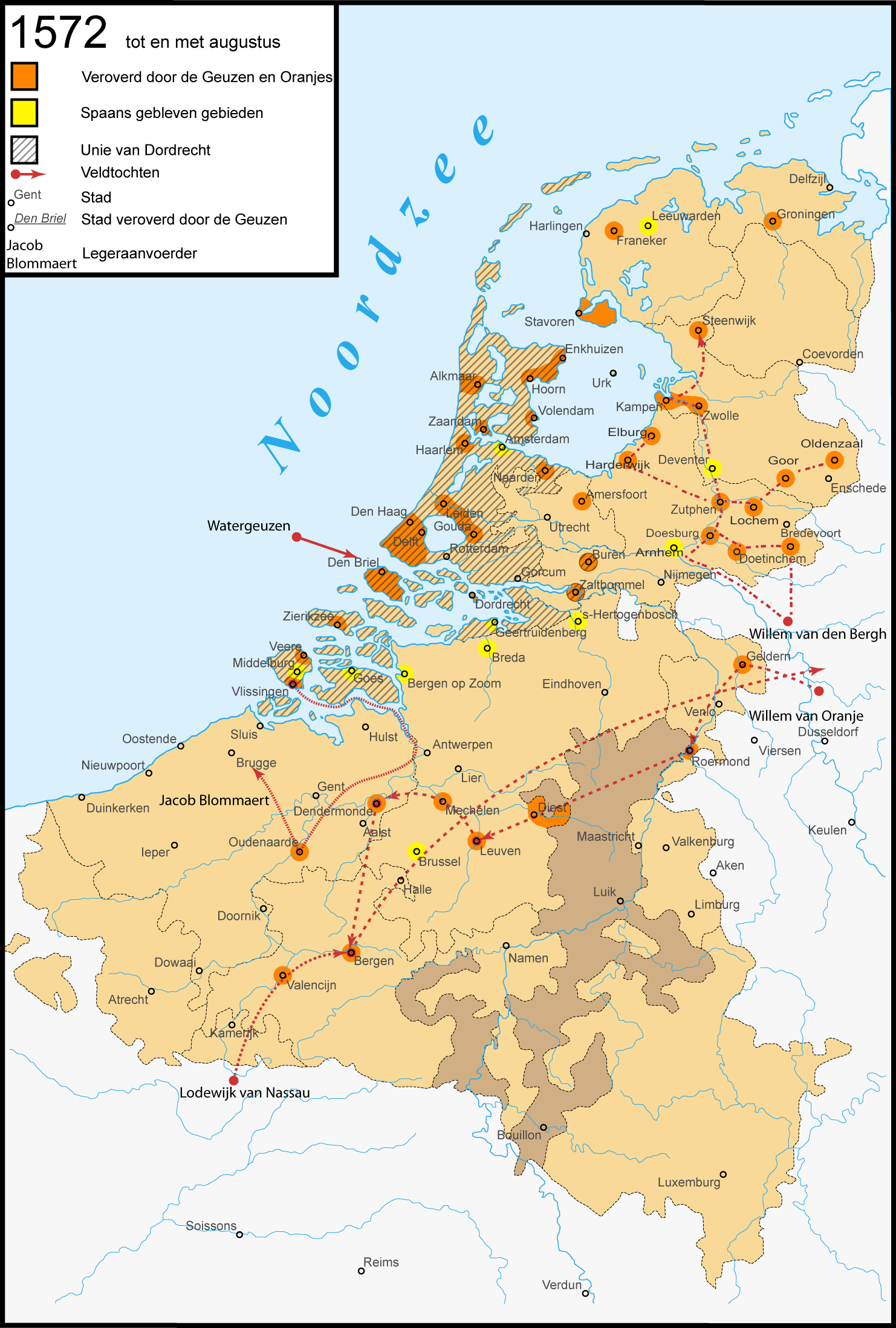
Veroveringen van de geuzen en de Oranjetroepen

### Veroverd door geuzen
- 1 april – Inname van Den Briel door Willem II van der Marck Lumey[15]
- 6 april – Opstand van Vlissingen uit eigen beweging; later werden de geuzen binnengehaald[16]
- 4 mei – Inname van Veere) (Jerome Tseraerts)
- 23 mei – Opstand van Enkhuizen uit eigen beweging; later werden de geuzen binnengehaald[16]
- 19 juni – Oudewater (Adriaen van Swieten)
- 20 juni – Hoorn
- 21 juni – Gouda (Adriaen van Swieten)
- 23 juni – Alkmaar
- 25 juni – Inname van Dordrecht door Bartholt Entens van Mentheda[17]
- 26 juni – Gorinchem (zie Inname van Gorinchem (1572) en Martelaren van Gorinchem) (Martinus Brands)
- 9 juli – Martelaren van Gorcum terechtgesteld
- 19–22 juli – Eerste Vrije Statenvergadering van edelen en steden van Holland te Dordrecht
- ? – Volendam, de Zaanstreek, Buren
- 31 juli – Zaltbommel
- 12 augustus – Vergeefse poging tot inname van Amsterdam door Lumey
- 7 september – Inname van Oudenaarde door Jacob Blommaert
- 12 september – Dokkum (zie Waalse Furie in Dokkum) (Sipke van Scheltema)

### Veroverd doorLodewijk van Nassau
- 23 mei – Valencijn
- 24 mei – Bergen (zie Bezetting van Bergen (1572))

### Veroverd doorWillem van den Bergh
- 25 mei – Doesburg (zie Inname van Doesburg)
- 10 juni – Zutphen (zie Inname van Zutphen (1572))
- 20 juni – Bredevoort (zie Inname van Bredevoort (1572))
- 22 juni – Doetinchem (zie Inname van Doetinchem (1572))
- 4 juli – Harderwijk en Elburg (zie Inname van Harderwijk)
- 17 juli – Goor en Oldenzaal
- 11 augustus – Kampen (zie Beleg van Kampen (1572))
- 14 augustus – Zwolle (zie Inname van Zwolle)
- 15 augustus – Hasselt en Steenwijk (schikking)[18]
- 16 augustus – Genemuiden (capitulatie)[18]
- 17 augustus – Meppel, Vollenhove, Kuinre (inname)[18]

### Veroverd doorWillem van Oranje
- 11 juli – Aldekerk
- 17 juli – Geldern, overgave middels verdrag
- 7 juli – Straelen, overgave middels verdrag
- 7 juli – Wachtendonk, overgave middels verdrag
- 23 juli – Venlo, belegerd, overgave middels verdrag (niet uitgevoerd)
- 21 juli t/m 23 juli – Roermond (zie Inname van Roermond)
- 20 augustus – Diest[19]
- 27 augustus – Weert
- 30 augustus – Mechelen
- 6 september – Dendermonde (door Arend van Dorp)
- 7 september – Oudenaarde (door Jacob Blommaert)
- 2 oktober – Tienen[20]
- 2 oktober – Leuven (niet bezet, betaalde 16.000 dukaten om een tijdlang afzijdig te blijven)[21]
- Oktober – Aankomst Willem van Oranje te Enkhuizen na zijn terugtrekking uit het zuiden

### Spaans gebleven steden
Van deze steden is bekend dat zij in 1572 nooit zijn veroverd door de Geuzen of de Oranjes, en zodoende Spaans of Spaansgezind bleven.
Amsterdam* - Arnhem* - Breda - Bergen op Zoom - Brugge* - Brussel - 's-Hertogenbosch - Geertruidenberg - Goes* - Luxemburg - Middelburg*
(*)Deze steden werden in 1572 belegerd, maar de geuzen faalden ze (toen) te veroveren.

### Heroverd doorDon Frederik

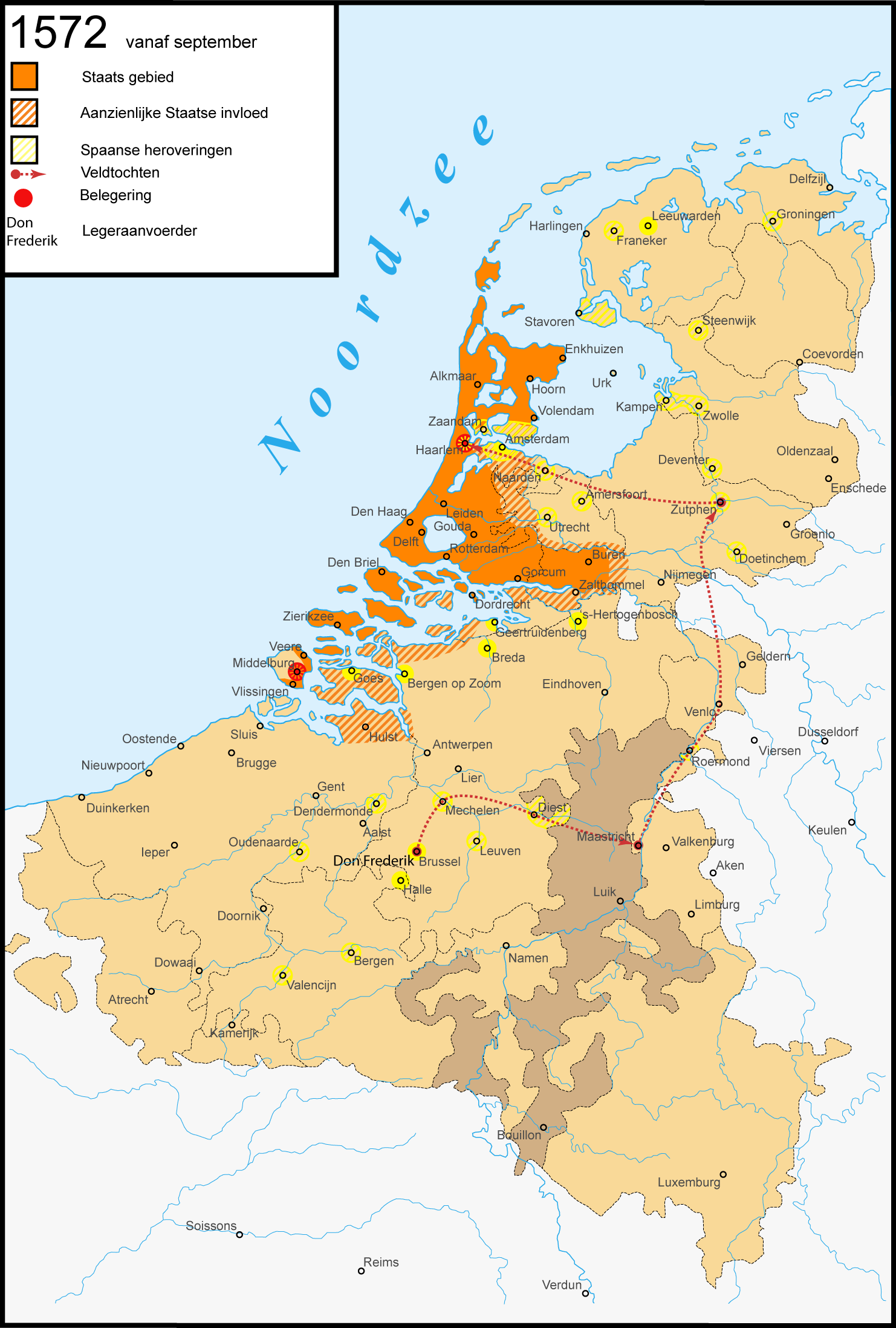
Don Frederiks veldtocht om de steden te heroveren

#### Vóór de veldtocht, samen metAlva
- Augustus 1572 - Valencijn
- 21 september - Bergen
- oktober - Oudenaarde
- 4 oktober - Dendermonde

#### TijdensDon Frederiks veldtocht
- 2 oktober - Mechelen (zie Spaanse Furie (Mechelen))
- ? - Diest
- ? - Roermond
- 16 november - Zutphen

Na de verovering van Zutphen (zie Bloedbad van Zutphen), gaven Amersfoort en Steenwijk zich vrijwillig over. Geschiedschrijving tot in de 21e eeuw maakte melding dat in Zutphen hierbij honderden inwoners geëxecuteerd werden. Nader onderzoek heeft duidelijk gemaakt dat dit beeld onjuist is
- Op 20 november gaven Zwolle, Kampen en Hasselt zich vrijwillig over
- Op 1 december werd Naarden veroverd, dat eveneens streng gestraft werd (zie Bloedbad van Naarden).
- Op 3 december begon het Beleg van Haarlem.